# 2014-es UEFA-bajnokok ligája-döntő
A 2014-es UEFA-bajnokok ligája-döntő az európai labdarúgó-klubcsapatok legrangosabb tornájának 22., jogelődjeivel együttvéve az 59. döntője volt. A mérkőzést a lisszaboni Estádio da Luz stadionban rendezték 2014. május 24-én. A mérkőzés győztese részt vett a 2014-es UEFA-szuperkupa döntőjében, ahol az ellenfél a 2013–2014-es Európa-liga győztese volt, valamint a 2014-es FIFA-klubvilágbajnokságra is kijutott.
A mérkőzést a Real Madrid nyerte, amely története 10. BEK/BL-győzelmét szerezte.

## Helyszín
A lisszaboni Estádio da Luz stadiont 2012. március 20-án választották a döntő helyszínéül. Ez a Benfica stadionja 2003 óta, a 2004-es labdarúgó-Európa-bajnokság döntőjét is itt rendezték. Az eredeti stadiont 2003-ban elbontották, amely korábban az 1992-es KEK-döntő és az 1983-as UEFA-kupa-döntő visszavágójának helyszíne volt. Lisszabonban 1967-ben rendeztek utoljára BEK-döntőt, az Estádio Nacional stadionban, európai kupa döntőt pedig 2005-ben, amikor az UEFA-kupa döntő helyszíne az Estádio José Alvalade, a Sporting CP stadionja volt.

## Résztvevők
A döntő egyik résztvevője a spanyol Real Madrid. A Real korábban 9-szer nyerte meg a BL-t, vagy az elődjének számító BEK-et: az első öt kiírást (1956–1960), majd 1966-ban, 1998-ban, 2000-ben és 2002-ben. A másik résztvevő a szintén spanyol Atlético Madrid. Az Atlético korábban még nem nyert BEK-et illetve BL-t, de az 1973–74-es kiírásban a döntőig jutott. Ez volt az első olyan alkalom, amikor ugyanazon város két csapata játszotta az európai kupadöntőt, és az ötödik olyan, amikor két, azonos országból érkező csapat játszotta a BL-döntőt.
A BEK-ben a Real és az Atlético korábban az 1958–1959-es bajnokcsapatok Európa-kupája elődöntőjében játszott egymással. A két mérkőzés összesítése 2–2-es döntetlen lett, az akkori szabályok szerint egy harmadik mérkőzést kellett játszani. Az újabb mérkőzést a Real nyerte 2–1-re.

## Út a döntőig
Az eredmények az adott csapat szempontjából szerepelnek.
| Csapat       | M | Gy | D | V | G+ | G– | Gk  | P  |
| ------------ | - | -- | - | - | -- | -- | --- | -- |
| Real Madrid  | 6 | 5  | 1 | 0 | 20 | 5  | +15 | 16 |
| Galatasaray  | 6 | 2  | 1 | 3 | 8  | 14 | –6  | 7  |
| Juventus     | 6 | 1  | 3 | 2 | 9  | 9  | 0   | 6  |
| FC København | 6 | 1  | 1 | 4 | 4  | 13 | –9  | 4  |

| Csapat          | M | Gy | D | V | G+ | G– | Gk  | P  |
| --------------- | - | -- | - | - | -- | -- | --- | -- |
| Atlético Madrid | 6 | 5  | 1 | 0 | 15 | 3  | +12 | 16 |
| Zenyit          | 6 | 1  | 3 | 2 | 5  | 9  | –4  | 6  |
| FC Porto        | 6 | 1  | 2 | 3 | 4  | 7  | –3  | 5  |
| Austria Wien    | 6 | 1  | 2 | 3 | 5  | 10 | –5  | 5  |

## A mérkőzés
A 36. percben a 16-osra beemelt labdára Iker Casillas kiindult a kapuból, azonban Diego Godín a megtorpanó kapust megelőzte, a labdát Casillas már csak a gólvonalon túlról tudta visszaütni. A második félidőben a Realnak sok lövése volt, azonban ezekből kevés találta el a kaput. Az utolsó 10 percre a Real beszorította az elfáradó ellenfelét, a nyomást a 93. percig bírta az Atlético, amikor Luka Modrić szögletéből Sergio Ramos fejelt a hálóba. A rendes játékidő 1–1-gyel zárult. A 110. percben Ángel Di María indult el a bal oldalon, a kapura tartó lövését Thibaut Courtois lábbal védeni tudta, de a felperdülő labdára Gareth Bale érkezett, aki befejelte azt a hálóba. A 118. percben Marcelo indult meg középen, az elfáradt Atléticó játékosok nem indultak rá, a brazil játékos pedig 16 méterről lőtt a kapuba, Courtois csak beleérni tudott. A 120. percben Godín szabálytalankodott Cristiano Ronaldóval szemben a 16-oson belül, a megítélt büntetőt Ronaldo berúgta. A végeredmény 4–1 lett, a Real Madrid története 10. BEK/BL-sikerét szerezte.

### Részletek
| 2014. május 24. 19:45 (20:45 CEST) |

| Real Madrid                                                | 4–1 (h. u.)                 | Atlético de Madrid |
| ---------------------------------------------------------- | --------------------------- | ------------------ |
| Ramos 90+3' Bale 110' Marcelo 118' Ronaldo 120' (11-esből) | (0–1, 1–1, 1–1) Jegyzőkönyv | Godín 36'          |

| Estádio da Luz, Lisszabon Nézőszám: 60 976 Játékvezető: Björn Kuipers (holland) |

| Real Madrid | Atlético Madrid |

| GK              | 1  | Iker Casillas (csk) |        |     |      |
| RB              | 15 | Daniel Carvajal     |        |     |      |
| CB              | 4  | Sergio Ramos        | 27'    |     |      |
| CB              | 2  | Raphaël Varane      | 120+3' |     |      |
| LB              | 5  | Fábio Coentrão      |        | 59' |      |
| RM              | 19 | Luka Modrić         |        |     |      |
| CM              | 6  | Sami Khedira        | 45+1'  | 59' |      |
| LM              | 22 | Ángel Di María      |        |     |      |
| RF              | 11 | Gareth Bale         |        |     |      |
| CF              | 9  | Karim Benzema       |        | 79' |      |
| LF              | 7  | Cristiano Ronaldo   | 120+1' |     |      |
| Cserék:         |    |                     |        |     |      |
| GK              | 25 | Diego López         |        |     |      |
| DF              | 3  | Pepe                |        |     |      |
| DF              | 12 | Marcelo             |        | 59' | 118' |
| DF              | 17 | Álvaro Arbeloa      |        |     |      |
| MF              | 23 | Isco                |        | 59' |      |
| MF              | 24 | Asier Illarramendi  |        |     |      |
| FW              | 21 | Álvaro Morata       |        | 79' |      |
| Vezetőedző:     |    |                     |        |     |      |
| Carlo Ancelotti |    |                     |        |     |      |

| GK            | 13 | Thibaut Courtois   |      |     |
| RB            | 20 | Juanfran           | 74'  |     |
| CB            | 23 | Miranda            | 53'  |     |
| CB            | 2  | Diego Godín        | 120' |     |
| LB            | 3  | Filipe Luís        |      | 83' |
| RM            | 8  | Raúl García        | 27'  | 66' |
| CM            | 5  | Tiago              |      |     |
| CM            | 14 | Gabi (csk)         | 100' |     |
| LM            | 6  | Koke               | 86'  |     |
| CF            | 19 | Diego Costa        |      | 9'  |
| CF            | 9  | David Villa        | 72'  |     |
| Cserék:       |    |                    |      |     |
| GK            | 1  | Daniel Aranzubia   |      |     |
| DF            | 12 | Toby Alderweireld  |      | 83' |
| MF            | 4  | Mario Suárez       |      |     |
| MF            | 11 | Cristian Rodríguez |      |     |
| MF            | 24 | José Ernesto Sosa  |      | 66' |
| MF            | 26 | Diego              |      |     |
| FW            | 7  | Adrián López       |      | 9'  |
| Vezetőedző:   |    |                    |      |     |
| Diego Simeone |    |                    |      |     |

| UEFA – mérkőzés játékosa: Ángel Di María (Real Madrid) Szurkolók – mérkőzés játékosa: Sergio Ramos (Real Madrid) Asszisztensek: Sander van Roekel (holland) Erwin Zeinstra (holland) Pol van Boekel (holland) Richard Liesveld (holland) Negyedik játékvezető: Cüneyt Çakır (török) | Szabályok - 90 perc játékidő. - 30 perc hosszabbítás, ha szükséges. - Büntetőpárbaj, ha szükséges. - Hét megnevezett cserejátékos. - Maximum három cserejátékos. |

### Statisztika
|                    | Real Madrid | Atlético Madrid |
| ------------------ | ----------- | --------------- |
| Gól                | 0           | 1               |
| Összes lövés       | 3           | 4               |
| Kapura tartó lövés | 2           | 2               |
| Védés              | 0           | 2               |
| Labdabirtkolás     | 57%         | 43%             |
| Szöglet            | 2           | 3               |
| Szabálytalanság    | 8           | 10              |
| Les                | 0           | 2               |
| Sárga lap          | 2           | 1               |
| Piros lap          | 0           | 0               |

|                    | Real Madrid | Atlético Madrid |
| ------------------ | ----------- | --------------- |
| Gól                | 1           | 0               |
| Összes lövés       | 10          | 3               |
| Kapura tartó lövés | 3           | 2               |
| Védés              | 1           | 1               |
| Labdabirtkolás     | 61%         | 39%             |
| Szöglet            | 5           | 5               |
| Szabálytalanság    | 6           | 11              |
| Les                | 0           | 2               |
| Sárga lap          | 0           | 4               |
| Piros lap          | 0           | 0               |

|                    | Real Madrid | Atlético Madrid |
| ------------------ | ----------- | --------------- |
| Gól                | 3           | 0               |
| Összes lövés       | 8           | 3               |
| Kapura tartó lövés | 7           | 2               |
| Védés              | 2           | 3               |
| Labdabirtkolás     | 65%         | 35%             |
| Szöglet            | 2           | 1               |
| Szabálytalanság    | 5           | 6               |
| Les                | 0           | 0               |
| Sárga lap          | 3           | 2               |
| Piros lap          | 0           | 0               |

|                    | Real Madrid | Atlético Madrid |
| ------------------ | ----------- | --------------- |
| Gól                | 4           | 1               |
| Összes lövés       | 21          | 10              |
| Kapura tartó lövés | 12          | 6               |
| Védés              | 3           | 6               |
| Labdabirtkolás     | 60%         | 40%             |
| Szöglet            | 9           | 9               |
| Szabálytalanság    | 19          | 27              |
| Les                | 0           | 4               |
| Sárga lap          | 5           | 7               |
| Piros lap          | 0           | 0               |